# Processo Claude
Il processo Claude è un processo industriale che consente la refrigerazione di un gas. Il processo è utilizzato per la liquefazione dell'aria e quindi per la produzione di azoto e ossigeno. Fu inventato da Georges Claude nel 1902.
Si basa su un'espansione isoentropica in una macchina con produzione di lavoro (che può essere recuperato).
Questo processo è alternativo al processo Linde; sebbene più vantaggioso, tale processo è di più difficile applicazione, perciò è stato introdotto più tardi.

## Processo Claude semplice
L'aria viene compressa e inviata a uno scambiatore di calore dove viene raffreddata, in seguito è inviata in una macchina dove subisce un'espansione isoentropica con produzione di lavoro ed è ulteriormente raffreddata, in seguito è inviata in una camera dove viene parzialmente liquefatta. La frazione ancora gassosa va ad alimentare lo scambiatore di calore.

## Processo Claude con condensazione sotto pressione
L'aria viene compressa e inviata a uno scambiatore di calore dove viene raffreddata, a questo punto viene divisa: una parte viene espansa isoentropicamente in una macchina con produzione di lavoro, l'altra parte viene inviata a un altro scambiatore di calore nel quale scambia calore con la porzione di aria precedentemente espansa. L'aria compressa (non espansa) liquefà parzialmente, trovandosi sotto pressione infatti liquefà a temperatura più alta. La frazione non liquefatta viene inviata ad alimentare il primo scambiatore di calore e successivamente al compressore da dove ritorna in ciclo.

## Processo Claude combinato
L'aria viene compressa e inviata al primo scambiatore di calore dove viene raffreddata, a questo punto viene divisa: una parte viene espansa isoentropicamente in una macchina con produzione di lavoro, l'altra parte viene inviata al secondo scambiatore nel quale scambia calore con la porzione di aria precedentemente espansa. 
L'aria compressa (non espansa) uscente dal secondo scambiatore viene espansa isoentalpicamente tramite una valvola di laminazione. Nell'espansione isoentalpica si raffredda (effetto Joule-Thomson) e liquefà parzialmente. La frazione non liquefatta alimenta gli scambiatori di calore.